# 伊豆平パールタウン
伊豆平パールタウン（いずだいらパールタウン）とは、静岡県伊豆市八幡にある温泉付き別荘地。

## 概要
中伊豆地区中心エリア（上白岩〜八幡）から冷川峠方面へと、冷川沿いに県道12号・県道59号重複区間の道路を抜ける途中の、南方山中に造成されている別荘地。総区画は約600。
1972年（昭和47年）から分譲開始。管理運営は、東京都青梅市にある「大多摩霊園」の管理運営も行なっている株式会社旭新。

## 交通・アクセス
北方の県道12号・県道59号重複区間道路から、パールタウン別荘地内へと南進して上がってくる道路は、伊豆市の市道「一本松大幡野線」であり、パールタウン別荘地内を南へと抜けて林道となり、
- 別荘地「中伊豆スカイランド」
- 中伊豆リハビリテーションセンター
- 世界真光文明教団系の施設

などがあるエリアの脇を南西へと抜け、菅引地区北部へと出る。
最寄り駅は伊豆箱根鉄道の修善寺駅であり、距離は約12km、車で15分-20分。別荘地専用の週2回の買物バス、月2回の修善寺駅送迎バスもある。